# La Carte d'identité
Pour les articles homonymes, voir Carte d'identité.
La Carte d'identité est un roman ivoirien de Jean-Marie Adiaffi publié en 1980. Il reçoit le Grand prix littéraire d'Afrique noire en 1981. Jean Marie Adiaffi est né en 1941. Adiaffi pose la question de l'enracinement des africains.

## Résumé
La Carte d'identité est l’histoire du prince agni Mélédouman, requis à se présenter au bureau du  commandant de cercle, Kakatika, pour attester de son identité en raison d’un doute sur le document produit. Faute d’avoir pu, séance tenante, administrer la preuve de son identité, le prince est molesté et jeté en prison, fers aux poings. L’arrestation puis l’emprisonnement de ce prince qui incarne une autorité et un pouvoir évidents dans son milieu culturel, suscite l’émoi et la consternation de son peuple car celui-ci voue une véritable vénération à la royauté. Celui-ci (le prince Mélédouman) monte finalement innocent .

## L'auteur
Un musée situé à Bettiié en Côte d'Ivoire porte le nom de l'auteur Jean Marie Adiaffi.

## Personnages
Mélédouman 
le commandant de cercle 